# Егорьевка (Куюргазинский район)
Егорьевка  (рус. Егорьевка) — деревня в Куюргазинском районе Республики Башкортостан Российской Федерации. Входит в состав Шабагишского сельсовета. 

## География

### Географическое положение
Расстояние до:
- районного центра (Ермолаево): 20 км,
- центра сельсовета (Шабагиш): 17 км,
- ближайшей ж/д станции (Кумертау): 10 км.

## Население
| 2002 | 2009 | 2010 |
| ---- | ---- | ---- |
| 38   | ↗43  | ↘25  |

Национальный состав
Согласно переписи 2002 года, преобладающая национальность — башкиры (87 %).